# ويليام باركر (كاتب)
ويليام باركر (بالإنجليزية: William Parker)‏ هو عازف جاز وكاتب أمريكي، ولد في 10 يناير 1952 في نيويورك في الولايات المتحدة.

## وصلات خارجية
- الموقع الرسمي
- ويليام باركر على موقع ميوزك برينز (الإنجليزية)
- ويليام باركر على موقع أول ميوزيك (الإنجليزية)
- ويليام باركر على موقع ديسكوغز (الإنجليزية)